# アデラーノ・リベラ
アデラーノ・リベラ（Adelano Rivera, 1910年 - 1945年2月10日）は、フィリピン出身のプロ野球選手。右投右打。
アチラノ・リベラ表記もあった。

## 経歴
トレード高校を経て、マニラ税関チームであったカストムで主将・4番としてプレーする。1939年1月にマニラ遠征中の東京巨人軍（現・読売ジャイアンツ）と対戦し、ヴィクトル・スタルヒンを打ち崩して勝利を収めた。
この打力を買われて同年春に巨人に入団し、2025年時点で日本プロ野球界史上唯一のフィリピン人選手となる。背番号は20。六番・中堅手のレギュラーとなり、リーグ4位の6本塁打を放つ。8月24日の対金鯱戦では中山正嘉から巨人における球団史上初の満塁本塁打を打った。
日米間の緊張の高まりに伴って1940年限りで帰国し、フィリピンで現地人による野球チームを組織する。1944年1月30日にはフィリピンに出征していた巨人の元投手広瀬習一などによる軍人野球チーム「日本人倶楽部」と対戦し、広瀬と巨人時代の思い出を語り合ったことなどが広瀬が現地から日本に出した手紙に記されている。
第二次世界大戦後のリベラの消息は不明であったところ、1967年のユニバーシアード東京大会にリベラの娘2人がバレーボールフィリピン学生代表選手として来日した際、当時巨人の監督だった川上哲治が面会し、リベラについて尋ねたところ、「父は税関吏として働いた後フィリピン独立義勇軍に身を投じ、日本軍と戦い戦死した」ことが、川上に伝えられた。

## 詳細情報

### 年度別打撃成績
| 年 度     | 球 団     | 試 合 | 打 席 | 打 数 | 得 点 | 安 打 | 二 塁 打 | 三 塁 打 | 本 塁 打 | 塁 打 | 打 点 | 盗 塁 | 盗 塁 死 | 犠 打 | 犠 飛 | 四 球 | 敬 遠 | 死 球 | 三 振 | 併 殺 打 | 打 率 | 出 塁 率 | 長 打 率 | O P S |
| --------- | --------- | ----- | ----- | ----- | ----- | ----- | -------- | -------- | -------- | ----- | ----- | ----- | -------- | ----- | ----- | ----- | ----- | ----- | ----- | -------- | ----- | -------- | -------- | ----- |
| 1939      | 巨人      | 76    | 284   | 257   | 35    | 69    | 10       | 4        | 6        | 105   | 42    | 4     | --       | 0     | 5     | 19    | --    | 3     | 23    | --       | .268  | .326     | .409     | .735  |
| 通算：1年 | 通算：1年 | 76    | 284   | 257   | 35    | 69    | 10       | 4        | 6        | 105   | 42    | 4     | --       | 0     | 5     | 19    | --    | 3     | 23    | --       | .268  | .326     | .409     | .735  |

### 背番号
- 20 （1939年 - 1940年）